# Urbis (Kultur- und Ausstellungszentrum)

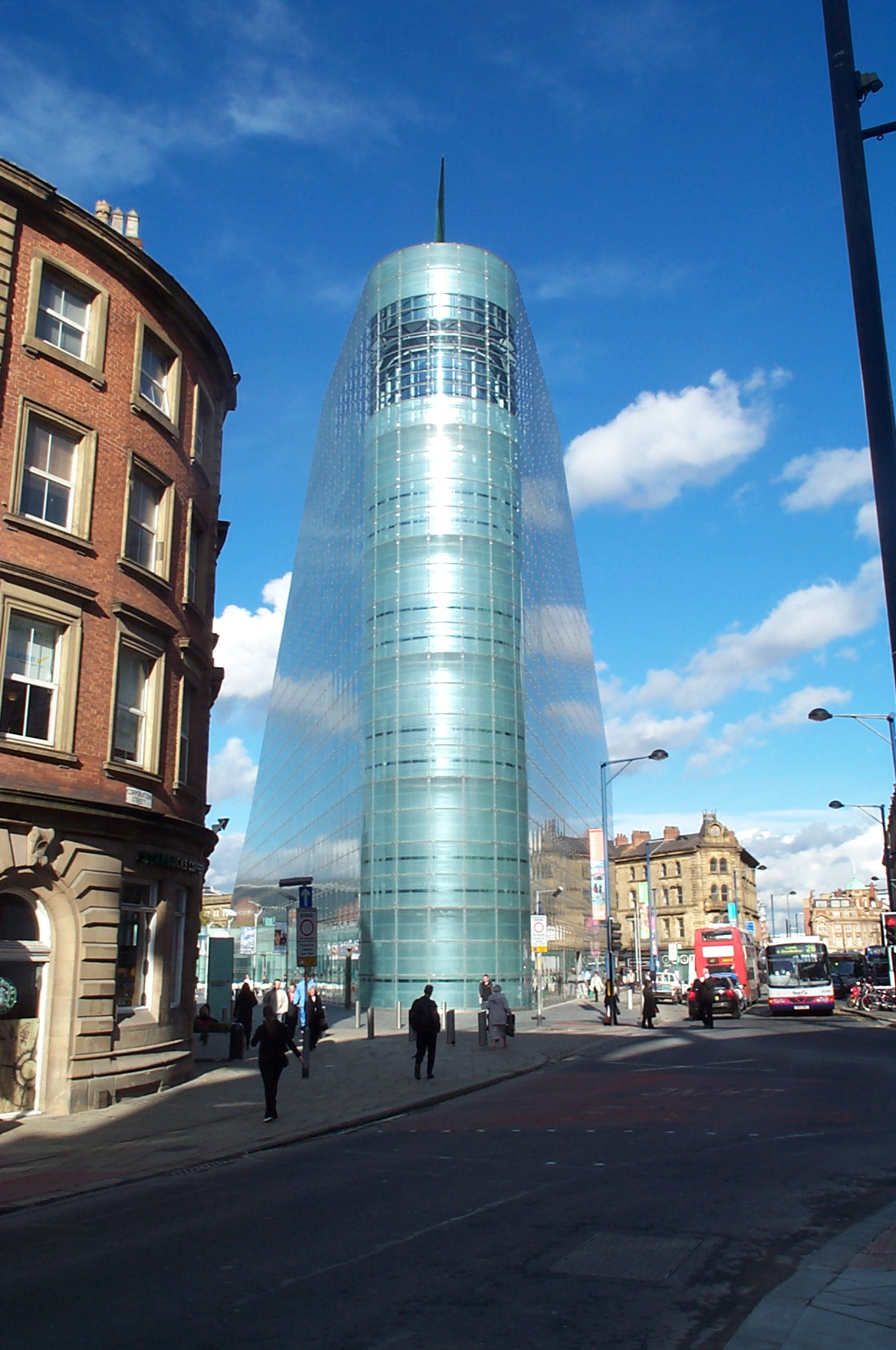
Das Urbis vom Exchange Square …

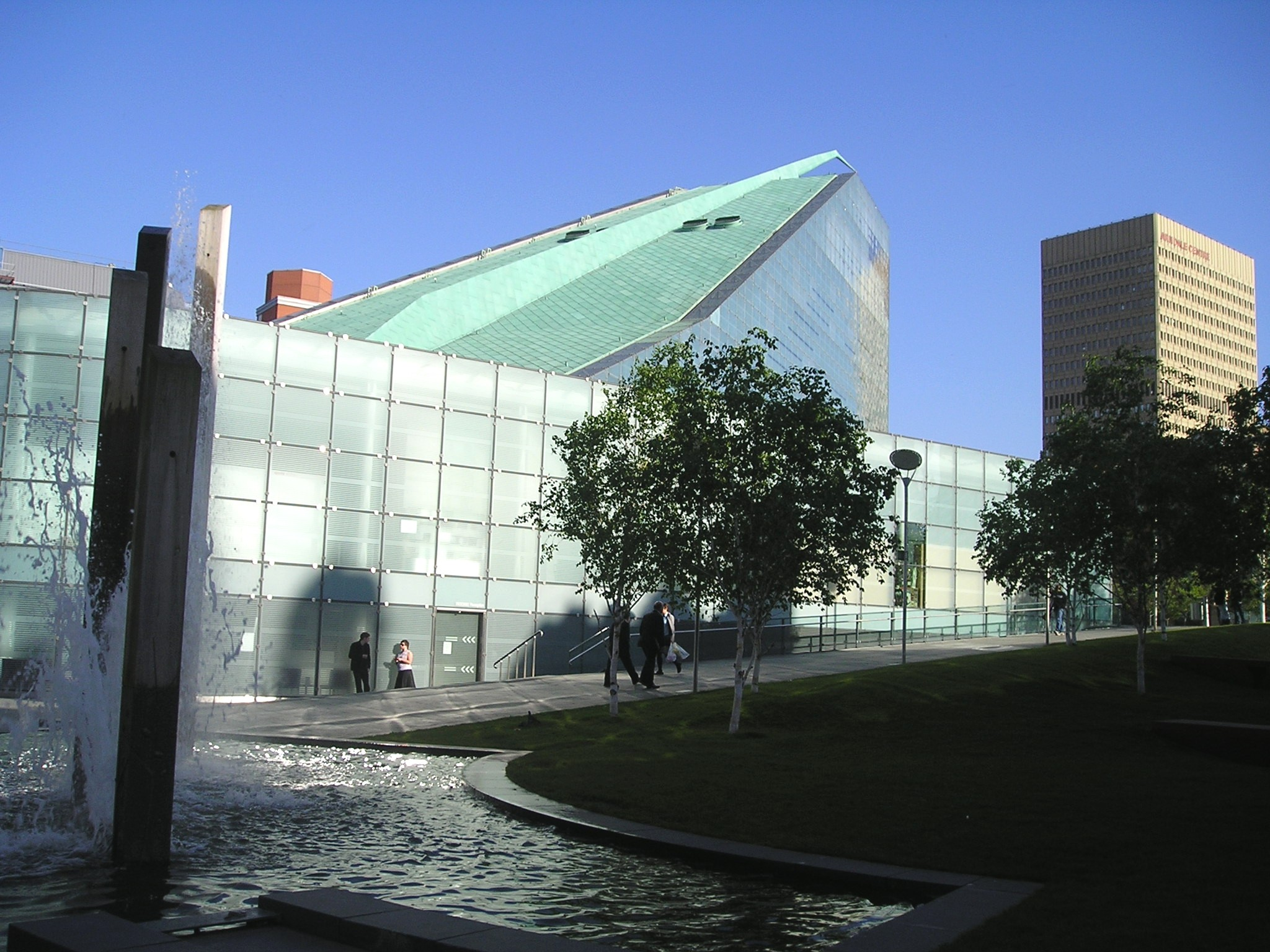
… und von den Cathedral Gardens aus gesehen

Das Urbis ist ein Kultur- und Ausstellungszentrum in Manchester, das seit 2012 das englische National Football Museum beherbergt.

## Geschichte
Nach einem Bombenanschlag der IRA 1996 am Exchange Square in der Innenstadt von Manchester wurden einige Gebäude so schwer beschädigt, dass sie abgerissen werden mussten. Darauf folgte eine Neugestaltung des Viertels, das heute als Millennium Quarter bekannt ist. Teil dieser Umgestaltung war die Anlage eines öffentlichen Parks, der Cathedral Gardens, und der Bau des Urbis, das am Rand des Parks liegt und in Richtung Exchange Square zeigt. Es wurde im Juni 2002 eröffnet.
Der von dem britischen Architekten Ian Simpson entworfene Bau ist 35 Meter hoch und hat fünf Etagen, die durch die Form des Gebäudes nach oben immer kleiner werden. Sie sind durch einen schräg fahrenden Aufzug miteinander verbunden. Das Urbis war als Museum für urbane Kultur und das Leben in der modernen Stadt geplant. Ein Schwerpunkt lag auf der urbanen Entwicklung von Manchester selbst. Da die Besucherzahlen niedriger als erwartet ausfielen, war der Eintritt ab 2004 kostenlos. Man verwendete nun nicht mehr den Begriff "Museum", und der Fokus verschob sich auf Workshops und Ausstellungen zu verschiedensten Themen der Populärkultur, z. B. fand jedes Jahr im Oktober findet im Urbis das Manchester Fashion Weekend statt. Neben den Ausstellungsräumen gab es ein Café, ein Restaurant, Konferenzräume sowie einen Souvenirshop. Ab August 2005 hatte auch der Lokal-Fernsehsender Channel M seine Büros und Studios im Urbis.
Ab 2009 gab es Pläne, das in Preston ansässige National Football Museum in eine größere Stadt zu verlegen, wo man mit mehr Einnahmen rechnete. Obwohl das Urbis sich von den Startschwierigkeiten erholt hatte, beschloss der Stadtrat von Manchester, der das Urbis zum größten Teil finanzierte, es im Februar 2010 zu schließen. Es wurde renoviert und 2012 als neue Heimat des National Football Museum wiedereröffnet.